# Богуславська волость (Павлоградський повіт)
Богуславська волость — історична адміністративно-територіальна одиниця Павлоградського повіту Катеринославської губернії.
Станом на 1886 рік складалася з 4 поселень, 3 сільських громад. Населення — 12993 осіб (5799 чоловічої статі та 6194 — жіночої), 1880 дворових господарства.
|                     | Площа, десятин | У тому числі орної, дес. |
| ------------------- | -------------- | ------------------------ |
| Сільських громад    | 30481          | 20249                    |
| Приватної власності | 216            | 65                       |
| Казенної власності  | 380            | 20                       |
| Іншої власності     | 360            | 180                      |
| Загалом             | 31437          | 20514                    |

Найбільші поселення волості:
- Богуслав — село при річці Самара за 14 верст від повітового міста, 2926 особи, 472 двори, церква православна, школа, 3 лавки, базари по неділях. За 5 верст — постоялий двір.
- Богданівка — село при річці Тернівка, 4695 осіб, 745 дворів, церква православна, школа, 3 лавки.
- Тернівка — село при річці Тернівка, 4043 осіб, 610 дворів, церква православна, школа, 3 лавки.